# Atheta quaesita
Atheta quaesita är en skalbaggsart som först beskrevs av Thomas Casey 1910.  Atheta quaesita ingår i släktet Atheta och familjen kortvingar. Inga underarter finns listade i Catalogue of Life.